# Phytobia indecora
Phytobia indecora är en tvåvingeart som först beskrevs av Malloch 1918.  Phytobia indecora ingår i släktet Phytobia och familjen minerarflugor.
Artens utbredningsområde är Illinois. Inga underarter finns listade i Catalogue of Life.